# Colombe Brossel
Pour les articles homonymes, voir Brossel.
Colombe Brossel, née le 19 avril 1976 dans le quatorzième arrondissement de Paris, est une femme politique française, membre du Parti socialiste, et sénatrice de Paris depuis 2023.

## Biographie
Colombe Brossel obtient un diplôme d'études approfondies à l'Université Panthéon-Sorbonne, elle est responsable de formation.

## Parcours politique

### Elue locale de Paris
Colombe Brossel est élue conseillère de Paris et conseillère d’arrondissement lors des élections municipales de 2001 dans le 19e, et elle y est réélue en 2008, 2014, et en 2020.
Elle est élue adjointe au maire de Paris chargée du patrimoine, puis de la vie scolaire et de la réussite éducative sous Bertrand Delanoë, de 2008 à 2014.
Lorsqu'Anne Hidalgo lui succède, ses portefeuilles changent : d'avril à août 2014, elle est chargée des espaces verts, de la nature, de la biodiversité et des affaires funéraires, avant de s'occuper, de la sécurité, la prévention, la politique de la ville et de l'intégration jusqu'en 2020, avec les quartiers populaires jusqu’en 2017.
Anne Hidalgo, présente en juin 2019 une « stratégie de prévention des rixes [entre jeunes] », qui est selon Le Monde le "fruit d’une réflexion de plusieurs mois sous l’égide de [...] Colombe Brossel".
Dès 2020, et jusqu'à sa démission pour respecter la loi du non cumul des mandats, elle est chargée de la propreté de l’espace public, du tri et de la réduction des déchets, de l'assainissement, du recyclage et du réemploi.

### Tentative de siéger à l'Assemblée nationale
Lors des élections législatives de 2017, elle est la candidate investie par le Parti socialiste soutenue par le PRG et Génération écologie dans la 17e circonscription de Paris. Elle recueille 9,01 % des voix, en quatrième position, elle est éliminée.

### Entrée au Sénat
Le 24 septembre 2023, elle est élue sénatrice de Paris sur la liste d'union de la gauche« Rassemblement de la gauche et des écologistes »,conduite par Rémi Féraud? qui récolte 54,58 % des voix.
Elle fait partie du groupe Socialiste, écologiste et républicain, et siège à la commission de la culture, de l'éducation, de la communication et du sport, dont elle est la secrétaire.
Elle fait aussi partie de la délégation aux droits des femmes et à l'égalité des chances entre les hommes et les femmes.
Elle est rapporteuse, au nom de cette délégation, de la mission d’information sur les familles monoparentales, et appelle à "reconnaître" ces famille, car la carte de "famille monoparentale" doit permettre de "répondre au cumul des difficultés". Cela ouvrirait droit à des « avantages et tarifs préférentiels » pour certains services et prestations, comme pour la "cantine scolaire", les "transports publics et collectifs", les "loisirs, colonies de vacances, activités périscolaires, [...] sportives et culturelles", et pour la "mutuelle".

## Synthèse des résultats électoraux

### Élections législatives
| Année | Parti | Parti | Circonscription | 1er tour | 1er tour | 1er tour | 2d tour | 2d tour | 2d tour | Issue    |
| Année | Parti | Parti | Circonscription | Voix     | %        | Rang     | Voix    | %       | Rang    | Issue    |
| ----- | ----- | ----- | --------------- | -------- | -------- | -------- | ------- | ------- | ------- | -------- |
| 2017  |       | PS    | 17e de Paris    | 2 375    | 9,01     | 4e       |         |         |         | Éliminée |